# Estadio Monumental de Maturín
El Estadio Monumental de Maturín es un recinto de fútbol ubicado en la ciudad de Maturín, Monagas. Es el estadio más grande de Venezuela con un aforo de 51 796 espectadores.
Fue designado por la Conmebol como una de las sedes de la Copa América 2007, disputada en Venezuela. Además, ha albergado partidos de la selección venezolana de fútbol. La Federación Venezolana de Fútbol lo designó como una de las sedes del Campeonato Sudamericano Sub-20 de 2009.

## Inauguración
El Monumental fue inaugurado el 24 de junio de 2007. Varios artistas participaron en la gala inaugural, que fue coordinada por el Instituto de la Cultura de Monagas. Bailes tradicionales de Monagas. Unos 300 cantantes de diferentes corales y agrupaciones vocales de la región entonaron unidos el himno de Venezuela y el himno de la Copa América. Las voces fueron acompañadas por la Orquesta Sinfónica del Estado Monagas, Sinfónica Dr. Carlos Mölhe, Sinfónica Juvenil e Infantil Juvenal Ravelo de Caripito, Sinfónica Juvenil e Infantil de Santa Bárbara y la Juvenil e Infantil de Maturín.
Posteriormente se efectuó el juego inaugural entre el Monagas Sport Club y Zamora Fútbol Club. El primer gol en el estadio fue marcado por el juvenil monaguense Edder Farías, en el arco norte, esa misma tarde.

## Instalaciones
Su aspecto interior guarda un parecido excelso con los gramados británicos, en donde la cancha, jugadores y espectadores se encuentran muy cerca, algo que le confiere un brillo especial, diferente, al igual que el Metropolitano de Lara, ambos diseñados específicamente para el fútbol.
El estadio Monumental de Maturín tiene una capacidad de 52 000 personas, lo que lo convierte en el más grande de Venezuela gracias a una inversión de 150 mil millones de bolívares. Está ubicado hacia el oeste de la ciudad en una zona boscosa y que se creía impropia para la construcción, sin embargo, ha dado resultados extraordinarios debido a que su localización permite el flujo vehicular de manera permanente. Este escenario está equipado con las tribunas más grandes de todos los estadios construidos para la Copa América 2007 y en vista de su mayor aforo permite una excelente visión de juego y múltiples facilidades para la transmisión televisiva.
Dentro del coso se dispone de un centro comercial ubicado en la parte baja de la tribuna este que además posee 110 suites para hospedaje con categoría de cinco estrellas. Un grupo de 160 reflectores dan luz al estadio que lo promueve como futuro centro de eventos musicales y culturales.

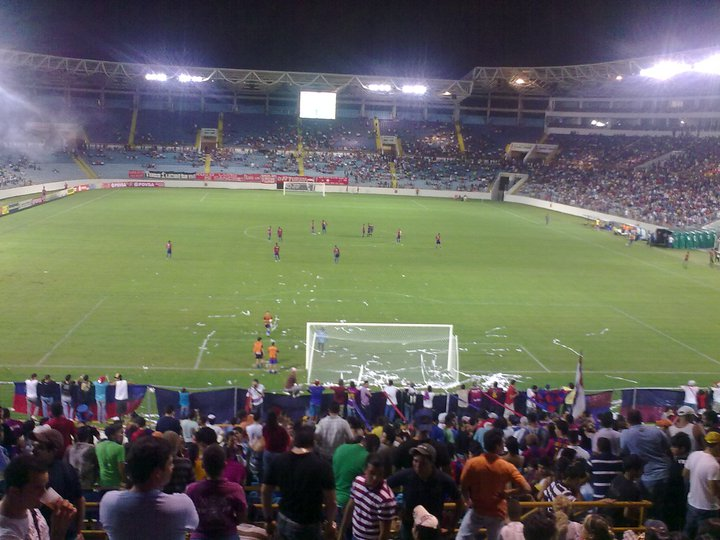
Estadio Monumental de Maturín.

La tribuna occidental tiene en su interior cuatro camerinos y sala antidopaje, además de un área de servicios, por su parte la tribuna oriental cuenta con 30 locales comerciales con opción a ampliación y futuro alquiler. El gramado posee características de sobrepiso especial que permite la ubicación de tarimas sin dañar su forma al igual que las canchas alternas. Una capilla cercana a los cuatro camerinos permite a los seleccionados hacer sus oraciones antes de cada juego, una innovación tomada de los grandes clubes de fútbol mundial. Dos canchas alternas aledañas al estadio permiten sesiones de precalentamiento, ejercitación y concentración de las selecciones.
Las áreas de casilleros estarán acondicionadas con lava tacos, cuatro jacuzzis, bancos individualizados, ducha climatizada sumada a un sistema de aire acondicionado integral y ascensores internos. Los árbitros también cuentan con las mismas condiciones de confort. El techo del estadio (tribuna occidental y oriental) permite sopesar el fuerte sol característico de la zona llevando sombra a todas las zonas del campo.
El estadio, bajo su concepto de cero exclusiones, acondicionó una tribuna especial para personas discapacitadas con capacidad para 200 puestos y habilitó cinco anillos de seguridad, interiores y externos. Por su parte, los medios de comunicación disponen de 32 espacios para radio, 10 cabinas para televisión y 504 asientos para periodistas. Asimismo cuentan con servicios de internet, áreas de fax y enlace telefónico.

### Capacidad
Todo el estadio posee asientos con silla. Tiene un estacionamiento para 3786 vehículos, un área comercial de 26 381 m², 44 cabinas de radio, 8 estudios de televisión, suite y palco presidencial, sala de delegados, sala de control antidopaje y sala de prensa, 3 ascensores, una capilla, un estacionamiento exclusivo para autoridades y jugadores, 2 vestidores, vestidores para árbitros y vestidores para los cuerpos de seguridad, recoge balones y banda musical.
Su capacidad se distribuye de la siguiente manera:
- Sector Occidental: 8116
- Sector Occidental 3 Izquierdo: 2977
- Sector Occidental 3 Derecho: 2966
- Sector Norte: 7719
- Sector Sur: 7719
- Sector Oriental: 11.389
- Sector oriental 3 Izquierdo: 3892
- Sector Oriental 3 Derecho: 3891

Total de asientos en Gradas: 48 669
- Prensa Escrita: 506
- Cabinas de Radio y TV: 300
- Suites Nivel 1: 560
- Suites Nivel 2: 1 337
- Palco Presidencial: 220
- Discapacitados: 204

Total de asientos del estadio: 51 796

## Eventos internacionales

### Copa América 2007
| Fecha              | Fase             | Equipo |                   | Resultado |                     | Equipo   | Espectadores |
| ------------------ | ---------------- | ------ | ----------------- | --------- | ------------------- | -------- | ------------ |
| 1 de julio de 2007 | Grupo B          | Brasil | Bandera de Brasil | 3 - 0     | Bandera de Chile    | Chile    | 51 300       |
| 1 de julio de 2007 | Grupo B          | México | Bandera de México | 2 - 1     | Bandera de Ecuador  | Ecuador  | 51 300       |
| 8 de julio de 2007 | Cuartos de final | México | Bandera de México | 6 - 0     | Bandera de Paraguay | Paraguay | 51 000       |

### Campeonato Sudamericano Sub-20 de 2009
| Fecha                | Fase       | Equipo    |                      | Resultado |                      | Equipo    | Espectadores |
| -------------------- | ---------- | --------- | -------------------- | --------- | -------------------- | --------- | ------------ |
| 19 de enero de 2009  | Grupo A    | Perú      | Bandera de Perú      | 1 - 2     | Bandera de Ecuador   | Ecuador   | 30 000       |
| 19 de enero de 2009  | Grupo A    | Venezuela | Bandera de Venezuela | 1 - 1     | Bandera de Argentina | Argentina | 30 000       |
| 21 de enero de 2009  | Grupo A    | Colombia  | Bandera de Colombia  | 1 - 0     | Bandera de Perú      | Perú      | 4000         |
| 21 de enero de 2009  | Grupo A    | Ecuador   | Bandera de Ecuador   | 0 - 0     | Bandera de Venezuela | Venezuela | 10 000       |
| 23 de enero de 2009  | Grupo A    | Ecuador   | Bandera de Ecuador   | 0 - 0     | Bandera de Colombia  | Colombia  | -            |
| 23 de enero de 2009  | Grupo A    | Argentina | Bandera de Argentina | 2 - 1     | Bandera de Perú      | Perú      | 4000         |
| 25 de enero de 2009  | Grupo A    | Colombia  | Bandera de Colombia  | 2 - 2     | Bandera de Argentina | Argentina | 5000         |
| 25 de enero de 2009  | Grupo A    | Perú      | Bandera de Perú      | 1 - 3     | Bandera de Venezuela | Venezuela | 15 000       |
| 27 de enero de 2009  | Grupo A    | Argentina | Bandera de Argentina | 2 - 2     | Bandera de Ecuador   | Ecuador   | 2000         |
| 27 de enero de 2009  | Grupo A    | Venezuela | Bandera de Venezuela | 1 - 1     | Bandera de Colombia  | Colombia  | 18 000       |
| 2 de febrero de 2009 | Fase Final | Brasil    | Bandera de Brasil    | 2 - 0     | Bandera de Argentina | Argentina | 1000         |
| 2 de febrero de 2009 | Fase Final | Uruguay   | Bandera de Uruguay   | 2 - 1     | Bandera de Colombia  | Colombia  | 3000         |

### Partidos de selecciones nacionales
| Fecha                    | Competición                     | Equipo    |                      | Resultado |                      | Equipo    | Espectadores |
| ------------------------ | ------------------------------- | --------- | -------------------- | --------- | -------------------- | --------- | ------------ |
| 3 de febrero de 2008     | Amistoso                        | Venezuela | Bandera de Venezuela | 1 - 0     | Bandera de Haití     | Haití     | 20.000       |
| 11 de febrero de 2009    | Amistoso                        | Venezuela | Bandera de Venezuela | 2 - 1     | Bandera de Guatemala | Guatemala | 7.000        |
| 11 de noviembre de 2016  | Eliminatorias Rusia 2018        | Venezuela | Bandera de Venezuela | 5 - 0     | Bandera de Bolivia   | Bolivia   | 49.750       |
| 20 de marzo de 2017      | Eliminatorias Rusia 2018        | Venezuela | Bandera de Venezuela | 2 - 2     | Bandera de Perú      | Perú      | 35.920       |
| 12 de septiembre de 2023 | Eliminatorias Norteamérica 2026 | Venezuela | Bandera de Venezuela | 1 - 0     | Bandera de Paraguay  | Paraguay  | 48.523       |
| 17 de octubre de 2023    | Eliminatorias Norteamérica 2026 | Venezuela | Bandera de Venezuela | 3 - 0     | Bandera de Chile     | Chile     | 50.932       |
| 16 de noviembre de 2023  | Eliminatorias Norteamérica 2026 | Venezuela | Bandera de Venezuela | 0 - 0     | Bandera de Ecuador   | Ecuador   | 51.083       |
| 10 de septiembre de 2024 | Eliminatorias Norteamérica 2026 | Venezuela | Bandera de Venezuela | 0 - 0     | Bandera de Uruguay   | Uruguay   | 51.796       |
| 10 de octubre de 2024    | Eliminatorias Norteamérica 2026 | Venezuela | Bandera de Venezuela | 1 - 1     | Bandera de Argentina | Argentina | 46.072       |
| 14 de noviembre de 2024  | Eliminatorias Norteamérica 2026 | Venezuela | Bandera de Venezuela | 1 - 1     | Bandera de Brasil    | Brasil    | 40.223       |
| 25 de marzo de 2025      | Eliminatorias Norteamérica 2026 | Venezuela | Bandera de Venezuela | 1 - 0     | Bandera de Perú      | Perú      | 33.683       |
| 6 de junio de 2025       | Eliminatorias Norteamérica 2026 | Venezuela | Bandera de Venezuela | 2 - 0     | Bandera de Bolivia   | Bolivia   | 46.741       |

### Otros eventos deportivos
- 28 de junio de 2008: Un partido de otra galaxia. En este partido participaron grandes astros del fútbol mundial, divididos en los Amigos de Messi contra los Amigos de Ronaldinho, concluyendo con un empate a 7 goles. Además de la participación de Lionel Messi y Ronaldinho Gaucho, también participaron Julio Baptista, Radamel Falcao, Sergio  Agüero, Martín Palermo, Roberto Abbondanzieri, Juan Arango, Gabriel Heinze, Giancarlo Maldonado, entre otros.[7]

- 2 de agosto de 2012: Copa Sudamericana 2012. Primer partido oficial internacional de clubes disputado en el Estadio Monumental de Maturín. Se enfrentaron el  Monagas contra Liga de Loja de Ecuador, concluyendo con victoria para el equipo visitante por 0-2.[8][9]

## Eventos sociales y musicales
El Estadio Monumental de Maturín ha sido escenario de importantes eventos musicales:
| País                                                                | Artista                                                                     | Evento                                              | Año  |
| ------------------------------------------------------------------- | --------------------------------------------------------------------------- | --------------------------------------------------- | ---- |
| Bandera de Puerto Rico                                              | Daddy Yankee & Héctor el Father                                             | Tour The Big Boss Tour                              | 2008 |
| Bandera de Puerto Rico                                              | Wisin & Yandel                                                              | Tour Los Extraterrestres, Otra Dimension World Tour | 2008 |
| Bandera de México                                                   | Vicente Fernández                                                           | Tour "Para Siempre"                                 | 2009 |
| Bandera de Guatemala                                                | Ricardo Arjona                                                              | "5.º Piso Tour"                                     | 2009 |
| Bandera de Venezuela · Bandera de Colombia · Bandera de Puerto Rico | Bonny Cepeda, Jorge Celedon, Chino y Nacho, Gilberto Santa Rosa, Luis Fonsi | I Feria Internacional San Simón                     | 2009 |
| Bandera de la República Dominicana · Bandera de Estados Unidos      | Aventura                                                                    | Tour Aventura                                       | 2010 |
| Bandera de Venezuela · Bandera de Puerto Rico                       | Tito El Bambino, Alexis y Fido, Puro Melao                                  | Reggaeton Festival Live                             | 2010 |
| Bandera de Venezuela                                                | Franco de Vita                                                              | Tour “Simplemente la Verdad”                        | 2010 |
| Bandera de México                                                   | Vicente Fernández                                                           | Tour "La Despedida"                                 | 2012 |
| Bandera de Guatemala                                                | Ricardo Arjona                                                              | “Metamorfosis World Tour”                           | 2013 |
| Bandera de Colombia                                                 | Silvestre Dangond                                                           | Tour “No me compares con nadie”                     | 2013 |